# معركة كوك (1809)
معركة كوك (1809) هي معركة وقعت في مدينة كوك في بولندا ضمن الحروب النابوليونية، و كانت بين القوات النمساوية والقوات البولندية. شهدت المعركة مقتل العقيد بالجيش البولندي بيريك جوزيليفيتش ، الذي كان يقاتل ضد الإمبراطورية النمساوية من أجل تحرير بولندا.